# 集中型经济
集中型经济，指的是：经济决策的权力由少数个人或者公司所掌握的经济类型。例如埃及的国民经济模式、前苏联为首的众多社会主义国家的计划经济等都可以被看作是集中型经济。